# Antonín Berger
Antonín Berger (8. dubna 1861 Lysá nad Labem – 24. října 1930 Praha) byl pražský cukrář, zakladatel tradice moderního českého cukrářství, známý i za hranicemi Československa. Jeho znalosti, dovednosti a cukrářský um převzal i jeho syn Antonín (*1891) a proslavily je vysoce kvalitní výrobky doma i v zahraničí.

## Život a praxe

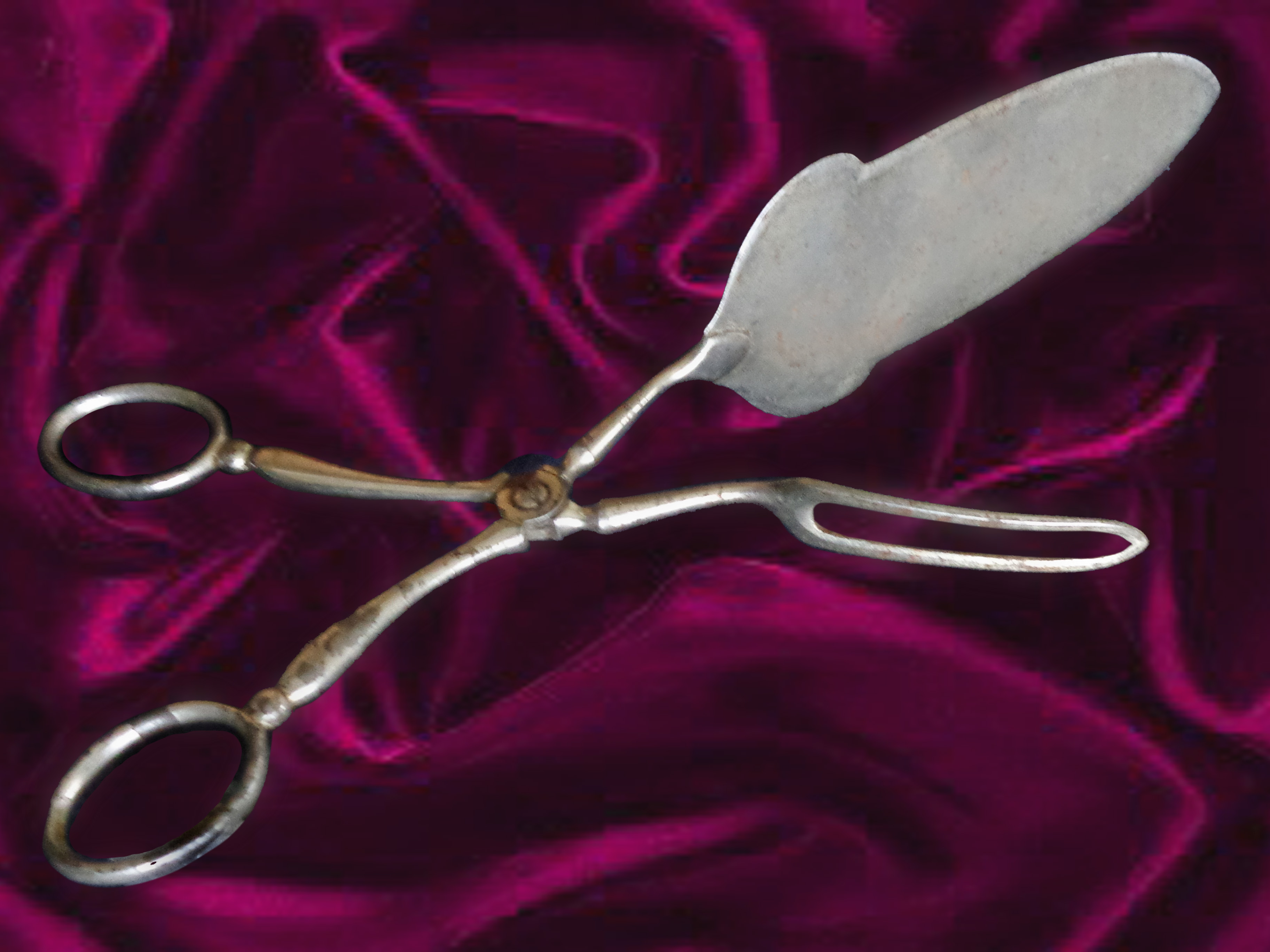
Servírovací kleště na zákusky

An tonínm Berger starší se vyučil v roce 1874 v Nových Benátkách. Po vyučení pracoval v různých cukrářských firmách (v Brandýse nad Labem u firmy Růžek, ve Vídni u firmy Meizer, v Praze na Václavském náměstí u firmy Stutzig a u firmy Melzer, v Klosterneuburgu u firmy Fischer, také v Bratislavě, Budapešti a v Mnichově.

## Osamostatnění
Získané praktické zkušenosti a vědomosti dobře využil po převzetí a zmodernizování staršího cukrářského závodu v Ústí nad Labem, kde se osamostatnil roku 1887. Začal ihned ve svých recepturách využívat poznatky a zkušenosti získané u předchozích zaměstnavatelů. Brzy byly jeho výrobky známé a oblíbené u široké veřejnosti.

### Bojkot německého obyvatelstva
Majitel slibně prosperující cukrářské firmy po několik let musel snášet národnostní ústrky od části německého obyvatelstva. Jeho závod bojkotovali a štvali proti němu.

### Otevření cukrárny v Praze
V roce 1887 se proto v Praze oženil. Následně se odstěhoval do Prahy, kde navázal na tradici Stelzigovy cukrárny a zřídil později svou vlastní cukrárnu ve Vodičkově ulici čp. 38/II na nároží Václavského náměstí. Pod jeho vedením zde vznikla jedna z nejproslulejších cukráren a kaváren secesní Prahy. Otevření této cukrárny bylo významným počinem, protože jím byla zahájena tradice výroby jemných cukrářských výrobků excelentní kvality. Rozsáhlé moderní prostory v 1. patře nárožního domu byly otevřeny velkými okny, a kromě konzumace a společenské úlohy sloužily jako herna kulečníku.

## Vznik moderní cukrářské tradice
Jeho heslem byla : "Jednoduchost, kvalita, prodejnost". Odtud se datuje zrod českého moderního cukrářství.
Bergerovy pokrokové přístupy i postupy silně ovlivnily všechny pražské cukráře. Všichni ho chtěli napodobit a zlepšit dle vzoru Antonína Bergera své výrobky a receptury, aby dosáhli kvalitativně i chuťově lepších výrobků. Vybavení nových cukráren bylo silně ovlivněno i řešením interiérů cukráren a kaváren. Kvalitativní změna české cukrářské výroby - zejména zásluhou vídeňského dvorního cukráře ze Schönbrunnu, Eduarda Fišky, ale i Antonína Bergera, vedla k dosažení světového jména. Oba dbali na odbornost i kvalitu, a vyučili mnohé cukrářské pracovníky.

### Nejznámější výrobky
- vlastní čokoláda - vyráběla se z dokonalých kakaových bobů, přivážených z Francie. Před příchodem Němců v roce 1938 dal pan Berger celý sklad s drahými a kvalitními kakaovými boby ukrýt – zazdít.

Bergerovi neuznávali v receptech žádnou náhražku. Dodnes se v cukrárnách prodává malý dort „Batul", který vymyslela ženská část Bergerovy rodiny, inspirovaná tehdy populární dětskou knížkou Johna Habbertona „Hýta a Batul."
Pan Berger si nepotrpěl na výstřednost ani okázalost. Pravidelně se vzdělával. Studoval odborné trendy i postupy u významných cukrářských závodů v cizině i doma, publikoval je v oborových časopisech Český cukrář či Labužník. Důsledně je pak uplatňoval v praxi ve své firmě.
Byl průkopníkem moderní cukrářské výroby, která vyšla ze skromných poměrů. Vypracoval se vlastní pílí i nadáním na mistra cukrářského oboru. Respektoval slušnost, poctivost a morálku.

## Léta 1940-1948
2. světová válka byla prvním obdobím omezení cukrářského oboru, zejména nedostatkem surovin a potřebou zásobovat především armádu. Ještě hlouběji cukrárny ovlivnila změna režimu po roce 1948. Došlo k znárodnění cukrářských živností a mnoho kvalifikovaných cukrářů muselo přejít do jiných odvětví, například do strojírenství, v případě Františka Myšáka dokonce do jáchmovských dolů. To znamenalo stagnaci cukrářského oboru. Odborníci odcházeli z výroben a s nimi i jejich praktické zkušenosti a znalosti. Tradice soukromých rodinných cukráren - nejen rodiny Bergrů - byla na tři desetiletí přerušena.

## 1949-1989
Až do pádu komunismu byla v domě pana Bergera provozována cukrárna a kavárna pod názvem City. Stále se tu říkalo „U Bergera", ale výrobna byla zrušena, dorty a zákusky se dovážely. Někdejší kvalitní výchozí suroviny často vystřídaly náhražky.
Významná pozice českých cukrářů  (Duidy, Maršnera, Stutziga, Myšáka či Bergera) v evropském cukrářství, se stalo minulostí.